# 地蔵院 (川口市)
地蔵院（じぞういん）は、埼玉県川口市にある真言宗智山派の寺院。

## 歴史
創建年代は不明であるが、了雅によって開山された。当院公式サイトでは「平安時代よりの長い歴史を持つ寺院」としている。
江戸時代初期に、1648年（慶安元年）寂の尊蓮によって中興された。かつては17の末寺を擁していた。寺領は3万坪もあった。
境内には「小谷三志遺品保存館」がある。小谷三志（こたに さんし）は、江戸時代後期の富士講の指導者で、その一派「不二道」の創設者である。当時女人禁制とされてきた女性の富士山登頂を実現させたことでも知られている。三志の菩提寺が当院であり、三志の墓もある。

## 文化財
- 道標（川口市指定有形文化財 昭和46年5月24日指定）[4]
- 木造不動明王立像（川口市指定有形文化財 昭和55年3月29日指定）[5]
- 小谷三志の墓（川口市指定史跡 昭和55年8月7日指定）[6]
- 地蔵院のタブノキ（川口市指定天然記念物 昭和37年3月26日指定）[7]

## 交通アクセス
- 新井宿駅より徒歩10分
- 国際興業バス 蕨03・西川01・赤20・赤21 「桜町二丁目」下車 徒歩2分